# Salah Mejri
Salah Al-Mejri (àrab: صالح الماجري, Ṣāliḥ al-Mājrī) (Jendouba, Tunísia el 15 de juny de 1986) és un jugador de bàsquet professional de Tunísia que juga amb el Dallas Mavericks de l'NBA. Representa l'equip de bàsquet nacional tunisià internacionalment. Juga en la posició de pivot i mesura (2.17 m) d'altura.